# Abraxas fasciaria
Abraxas fasciaria är en fjärilsart som beskrevs av Guérin-meneville 1843. Abraxas fasciaria ingår i släktet Abraxas och familjen mätare. Inga underarter finns listade i Catalogue of Life.